# Йожеф Берта
 Йожеф Берта  (угор. Berta József, нар. 25 жовтня 1912, Сігетвар — пом.9 квітня 1981, Везон-ла-Ромен) — угорський футболіст, що грав на позиції захисника . 
У складі аматорської збірної Угорщини учасник Олімпійських ігор 1936 року. Угорці в першому ж раунді поступились з рахунком 0:3 збірній Польщі, у складі якої грали основні гравці збірної. Ще один матч у складі аматорської збірної зіграв незадовго до Олімпіади проти аматорської збірної Італії.
Виступав у складі клубу «Токод» ЮСК, що був у той час одним з лідерів Центральноугорської ліги аматорського чемпіонату Угорщини. 